# Odontophorus hyperythrus
Odontophorus hyperythrus е вид птица от семейство Odontophoridae. Видът е почти застрашен от изчезване.

## Разпространение
Видът е разпространен в Колумбия.